# Tercera República checoslovaca
La Tercera República checoslovaca (en checo: Třetí Československá republika, en eslovaco: Tretia česko-slovenská republika) fue un estado soberano de la historia de Checoslovaquia que existió desde 1945, después del final de la Segunda Guerra Mundial, hasta 1948, con la creación de la República Socialista Checoslovaca. No fue solo el resultado de las políticas de los aliados occidentales: Francia, el Reino Unido y los Estados Unidos, sino también de los ideales surgidos en la Primera República checoslovaca. Sin embargo, al concluir la Segunda Guerra Mundial, Checoslovaquia se encontró dentro de la esfera de influencia soviética y esta circunstancia dominó cualquier plan o estrategia de reconstrucción de posguerra. En consecuencia, la organización política y económica de Checoslovaquia se convirtió en gran parte en una cuestión de negociaciones entre Edvard Beneš y los exiliados del Partido Comunista de Checoslovaquia (KSČ) que vivían en Moscú.
En febrero de 1948, el Partido Comunista de Checoslovaquia tomó el poder del país mediante el Golpe de Praga. A pesar de que el nombre oficial del país siguió siendo República Checoslovaca hasta 1960, cuando se cambió a República Socialista Checoslovaca, se considera el final de la Tercera República.

## Historia

### 1945
La Tercera República fue creada en abril de 1945. Su gobierno, instalado en Košice el 4 de abril y trasladado a Praga después de su liberación el 10 de mayo, era una coalición del Frente Nacional en la que dominaban tres partidos socialistas: KSČ, Partido Socialdemócrata Checoslovaco y Partido Social Nacional Checoslovaco. El Partido Popular Eslovaco fue prohibido como colaboracionista con los nazis. A otros partidos conservadores pero democráticos, como el Partido Republicano de Agricultores y Campesinos, se les impidió reanudar sus actividades en el período de posguerra. Ciertos partidos aceptables no socialistas fueron incluidos en la coalición; entre ellos se encontraban el Partido Popular Católico (en Moravia) y el Partido Democrático Eslovaco. Empleando al 61,2 por ciento de la fuerza laboral industrial, fueron nacionalizados.
El 14 de octubre de 1945 se votó una nueva asamblea nacional provisional.
Beneš se había comprometido con el KSČ para evitar un golpe de posguerra; ingenuamente esperaba que el proceso democrático restableciera una distribución más equitativa del poder. Beneš había negociado la alianza soviética, pero al mismo tiempo esperaba establecer Checoslovaquia como un "puente" entre Oriente y Occidente, capaz de mantener contactos con ambos lados. El líder de KSČ, Klement Gottwald, sin embargo, profesó su compromiso con un enfoque "gradualista", es decir, con una asunción del poder de KSČ por medios democráticos.
El entusiasmo popular evocado por los ejércitos de liberación soviéticos benefició a la KSČ. Los checoslovacos, amargamente decepcionados por Occidente con el Acuerdo de Múnich, respondieron favorablemente tanto al KSČ como a la alianza soviética. Los comunistas consiguieron una fuerte representación en los comités nacionales elegidos por el pueblo, los nuevos órganos de la administración local. La KSČ organizó y centralizó el movimiento sindical; de 120 representantes en el Consejo Central de Sindicatos, 94 eran comunistas. El partido trabajó para adquirir una membresía masiva, incluidos los campesinos y la pequeña burguesía, así como el proletariado. Entre mayo de 1945 y mayo de 1946, la membresía de KSČ aumentó de 27.000 a más de 1,1 millones.

### 1946
En las elecciones de mayo de 1946, el KSČ ganó en la parte checa del país (40,17%), mientras que el anticomunista Partido Democrático ganó en Eslovaquia (62%). En resumen, sin embargo, el KSČ ganó una pluralidad del 38 por ciento de los votos a nivel checoslovaco. Beneš continuó como presidente de la república, y Jan Masaryk, hijo del venerado padre fundador, continuó como ministro de Relaciones Exteriores. Gottwald fue nombrado primer ministro. Más importante aún, aunque los comunistas tenían solo una minoría de carteras, pudieron hacerse con el control de ministerios clave como información, comercio interno, finanzas e interior (incluido el aparato policial). A través de estos ministerios, los comunistas pudieron reprimir la oposición no comunista, colocar a los miembros del partido en posiciones de poder y crear una base sólida para un intento de toma de posesión.

### 1947

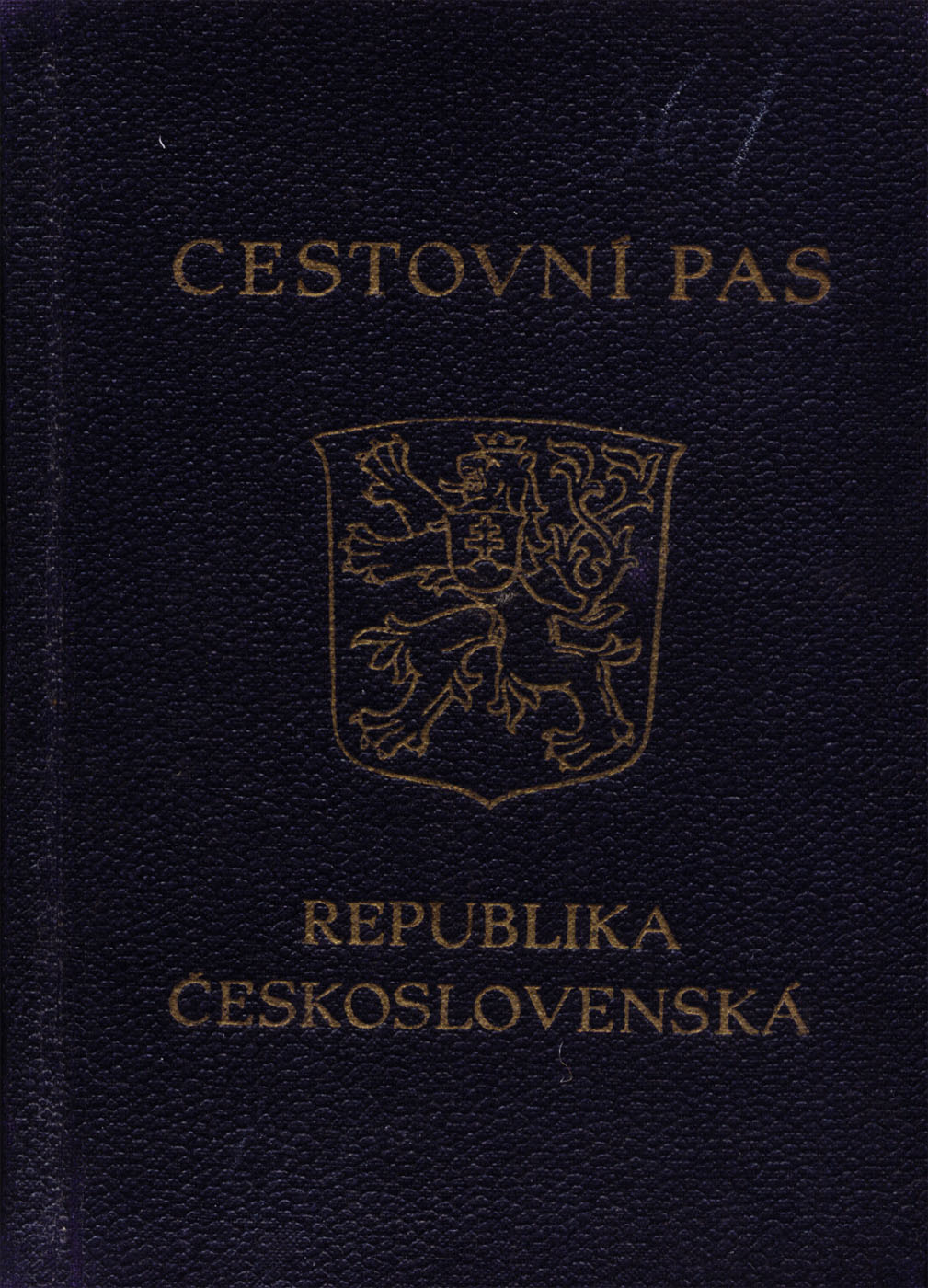
Pasaporte checoslovaco emitido en 1947

El año que siguió transcurrió sin incidentes. La KSČ siguió proclamando su orientación nacional y democrática. El punto de inflexión llegó en el verano de 1947. En julio, el gobierno checoslovaco, con la aprobación de KSČ, aceptó una invitación anglo - francesa para asistir a las discusiones preliminares del Plan Marshall. La Unión Soviética respondió de inmediato al movimiento checoslovaco de continuar la alianza occidental: Stalin convocó a Gottwald a Moscú.
A su regreso a Praga, la KSČ revocó su decisión. En los meses siguientes, el partido demostró una importante radicalización de sus tácticas. La KSČ argumentó que era inminente un golpe reaccionario y que era necesaria una acción inmediata para evitarlo. A través de los medios de comunicación y la policía, intensificaron su actividad. Originalmente anunciado por Gottwald en la reunión del Comité Central de KSČ en noviembre de 1947, la prensa comunista difundió por todo el país la noticia del "complot reaccionario".
A partir de junio de ese año, y especialmente después del estallido de la guerra civil de 1947-1948 en la Palestina del Mandato en noviembre, Checoslovaquia comenzó a vender armas a la fuerza de defensa judía palestina Haganah. Fue el único estado extranjero que lo hizo. Esta política, continuada después de la declaración del Estado de Israel al año siguiente, jugaría un papel importante en la victoria del Estado judío en la guerra árabe-israelí de 1948 .

### 1948
En enero de 1948, el Ministerio del Interior controlado por los comunistas procedió a purgar las fuerzas de seguridad checoslovacas, sustituyendo a los no comunistas por comunistas. Simultáneamente, la KSČ comenzó a hacer campaña por una mayor nacionalización y por una nueva reforma agraria que limitara la propiedad de la tierra a cincuenta hectáreas.
Una crisis del gabinete precipitó el golpe de febrero. Respaldados por todos los partidos no comunistas, los ministros de Social Nacional dijeron que los comunistas estaban utilizando la policía y las fuerzas de seguridad del Ministerio del Interior para reprimir a los no comunistas, y exigieron que se detuviera. El primer ministro Gottwald, sin embargo, se anticipó repetidamente a la discusión del tema policial. El 21 de febrero, los social nacionales dimitieron del gabinete como forma de protesta. El Partido Popular Católico y el Partido Democrático Eslovaco siguieron su ejemplo.
Los doce ministros no comunistas dimitieron, en parte, para inducir a Beneš a convocar elecciones anticipadas. Se anticiparon pérdidas comunistas debido a la desaprobación popular de las tácticas recientes de KSČ. Una encuesta de enero indicó una disminución del 10 por ciento en el apoyo electoral comunista. Sin embargo, los social nacionales checoslovacos se movieron sin una coordinación adecuada con Beneš. Los partidos democráticos, además, no hicieron ningún esfuerzo por conseguir el apoyo popular.
Los no comunistas creían que Beneš se negaría a aceptar sus renuncias y las mantendría en un gobierno provisional, lo que presumiblemente obligaría a Gottwald a dar marcha atrás o renunciar. Beneš inicialmente se negó a aceptar las renuncias y declaró que ningún gobierno podría formarse sin ministros no comunistas. Sin embargo, en los días que siguieron, evitó a los ministros no comunistas para evitar la acusación de colusión. El ejército checoslovaco se mantuvo neutral.
Mientras tanto, la KSČ reunió sus fuerzas. El Ministerio del Interior controlado por los comunistas desplegó regimientos policiales en áreas sensibles y equipó una milicia de trabajadores. El Ministerio de Información controlado por los comunistas se negó a transmitir el tiempo a los funcionarios no comunistas. Los ministerios en manos de partidos no comunistas fueron asegurados por "comités de acción" comunistas. Los comités de acción también depuraron todos los órganos gubernamentales y de partidos políticos de elementos poco fiables. Gottwald amenazó con convocar una huelga general a menos que Beneš nombrara un nuevo gobierno dominado por los comunistas.
El 26 de febrero, Beneš, quizás por temor a una guerra civil o una intervención soviética, capituló. Aceptó las renuncias de los ministros disidentes y nombró un nuevo gabinete de una lista presentada por Gottwald. El nuevo gabinete estaba dominado por comunistas y socialdemócratas prosoviéticos. También se incluyeron miembros de los partidos Popular, Social Nacional y Demócrata Checa, por lo que el gobierno todavía era nominalmente una coalición. Sin embargo, los ministros que usaban esas etiquetas eran compañeros de viaje que trabajaban mano a mano con los comunistas. Este acto marcó el inicio de un régimen comunista absoluto en Checoslovaquia.